# Rodrigo Rojo
Rodrigo Rojo, vollständiger Name Rodrigo Rojo Piazze, (* 21. Juli 1989 in Montevideo) ist ein uruguayischer Fußballspieler.

## Karriere
Der 1,73 Meter große Defensivakteur Rojo gehörte zu Beginn seiner Karriere seit der Apertura 2009 den Rampla Juniors an. Nach 50 Erstligaspielen und einem Tor für den Klub (2009/10: 9 Spiele (0 Tore); 2010/11: 18 (0); 2011/12: 23 (1)) wechselte er im August 2012 innerhalb Montevideos zu Centro Atlético Fénix. Auch dort bestritt er 50 Partien in der Primera División und erzielte einen Treffer (2012/13: 25 (0); 2013/14: 25 (1)). Mitte 2014 führte sein weiterer Karriereweg dann ins Ausland. Er schloss sich dem ungarischen Klub Újpest Budapest an. In der Spielzeit 2014/15 wurde er sechsmal (kein Tor) in der Nemzeti Bajnokság (NB I.), sechsmal (ein Tor) im Liga-Pokal und einmal (kein Tor) im Magyar Kupa eingesetzt. Im Juli 2015 kehrte er zu Fénix zurück. Bei den Montevideanern kam er zu sieben weiteren Erstligaeinsätzen (kein Tor). Ende Januar 2016 wechselte innerhalb der Liga den Arbeitgeber und spielt fortan für Sud América. Dort bestritt er zwölf Erstligabegegnungen (kein Tor). Anfang Juni 2016 schloss er sich dem paraguayischen Club Olimpia an, für den er in zwei Erstligapartien (kein Tor) auflief. Anfang Januar 2017 wechselte er innerhalb der Stadt zum Club Nacional, für den er bislang (Stand: 4. März 2017) ein Ligaspiel (kein Tor) absolvierte.